# Escut de la ciutat de Groningen

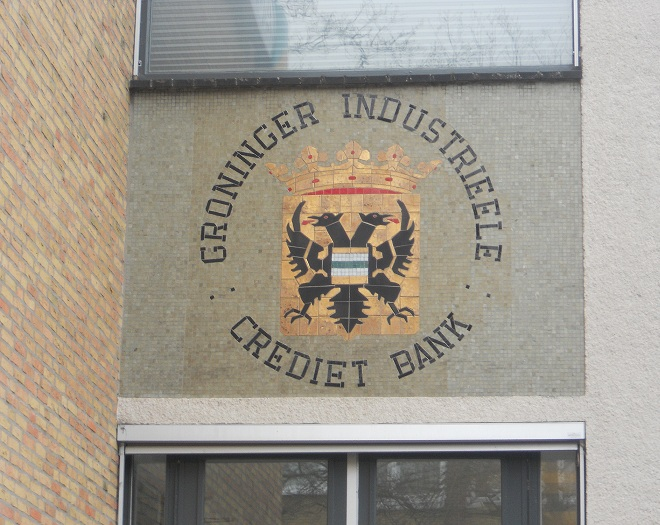
Escut de la ciutat de Groningen al Vechtstraat

L'escut de la ciutat de Groningen fou establert oficialment l'any 1819, tot i que ja s'utilitza des del segle xv.
Els segells més antic de la ciutat de Groningen, que daten del segle xiii, presenten una església, probablement l'església de Sant Martí. Al segle xv es va començar a utilitzar un altre segell amb una àguila i un escut de plata amb una faixa verda. La primera imatge data del 1263. La faixa verda també apareix a la bandera de Groningen, que es compon de tres franges de la mateixa amplada (blanc-verd-blanc). Les primeres representacions de l'escut de la ciutat també presenten una àguila alemanya monocèfala, però poc després (1433) va ser substituïda per una àguila bicèfala que simbolitzava la condició de ciutat lliure imperial de Groningen. En un primer moment, l'àguila feia de suport, però a partir del segle XI va aparèixer a l'escut mateix. Un segle més tard es va afegir la corona a l'escut. La concessió d'escut del Consell Suprem (1819) el descriu de la manera següent: «un escut carregat d'or amb una àguila negra doble, amb les ales esteses i suportant amb les potes sobre el seu propi pit un escudet d'argent, carregat amb una faixa verda, essent l'escut coronat amb una corona daurada i suportat per les dues bandes per una àguila negra».